# Steffen Fäth
Steffen Fäth (Francoforte sul Meno, 4 aprile 1990) è un pallamanista tedesco, terzino del Goldstein.